# WorldWideWeb
WorldWideWeb（ワールドワイドウェブ）は、世界初のウェブブラウザであり、WYSIWYGのHTMLエディタである。後に World Wide Web との混同を避けるため Nexus と改称している。 WorldWideWebは開発された当時、ウェブを閲覧する唯一の手段であった。
ソースコードが1993年にパブリックドメインとしてリリースされている。

## 歴史
1980年後半、CERNに勤務していたティム・バーナーズ＝リーがNeXT製コンピュータ上で WorldWideWeb を書き始めた。2カ月後の1990年12月25日、最初の全体のビルドが成功した。その後もバーナーズ＝リーや同僚が修正とビルドを繰り返し、インターネットのニュースグループで公表したのは1991年8月のことである。その時点でプロジェクトには、Bernd Pollermann、ロバート・カイリュー、Jean-Francois Groff、ラインモードブラウザを書いた Nicola Pellow といった人々が参加していた。
NeXTのシステムから他のオペレーティングシステムへの完全な移植は難しかったため、チームは編集機能を省いた「パッシブ・ブラウザ」を開発した。X Window System はチーム内の誰も使ったことがなかったため、移植できなかった。
バーナーズ＝リーとGroffは多くのWorldWideWebのコンポーネントをC言語で書き直し、libwww APIを作り上げた。
他にも ViolaWWW のような初期のブラウザもあったが、1993年には NCSA Mosaic がそれら全てに取って代わった。最初の創造に関わった人々は別の仕事に取り掛かっていった。World Wide Web に関する開発についての標準やガイドラインの制定など（たとえば、HTMLや、様々な通信プロトコル）である。
1993年4月30日、CERN は WorldWideWeb のソースコードをパブリックドメインとして公開し、自由ソフトウェアとした。いくつかのバージョンは evolt.org's browser archive からダウンロード可能である。バーナーズ＝リーは当初これをGPLライセンスでリリースしようと考えていたが、結局商用での利用を考慮してパブリックドメインとした。

## 技術的情報
WorldWideWebは NEXTSTEPプラットフォーム上で開発されたため、プログラムはNEXTSTEPのコンポーネントを利用している。たとえば、WorldWideWebのレイアウトエンジンはNEXTSTEPのTextクラスを活用している。

### 機能
WorldWideWebは基本的なスタイルシートを表示することができる。NeXTシステムのサポートするいかなるファイルタイプ（PostScript、動画、音声）でもダウンロードしたりオープンしたりでき、ニュースグループを閲覧したり、スペルチェックしたりできる。最初、NEXTSTEPのTextクラスが画像オブジェクトをサポートするまでは、画像は別ウィンドウで表示されていた。
このブラウザはWYSIWYGエディタとしても機能する。複数のウィンドウでウェブページを表示しつつ、同時にそれらを編集したりリンクしたりできる。"Mark Selection" という機能でアンカーを生成し、"Link to Marked" という機能で選択したテキストを直近にマークしたアンカーとリンクすることができる。リモートからページを編集することはできなかった。HTTP PUT メソッドがまだ実装されていなかったためである。ファイルはローカルなファイルシステム内で編集され、その後HTTPサーバによってウェブとして公開される。
WorldWideWebの操作パネルにはNextとPreviousというボタンがあり、これにより最後に見たページの次か後のリンクをたどることができる。Operaの Rewind と Fast Forward ボタンに近い。つまり、リンクの並んだページからあるページを選んで表示させたとき、Previousボタンを押すとリンクの並び順の前のリンクが指しているページが表示される。これは当時は便利な機能だった。というのは、多くのページがそのような一覧でリンクされていたからである。しかし World Wide Web が成長するにつれ、そのような習慣はなくなり、後のWebブラウザからもそのようなボタンはなくなった。
WorldWideWebにはブックマークのような機能はないが、似たような機能なら備えていた。あるリンクをセーブしておきたい場合、それをユーザー自身のホームページにリンクしてセーブすることができる。ホームページを階層化してブックマークのフォルダーのようにすることもできる。
WorldWideWebは、FTP、HTTP（バーナーズ＝リーが1989年に発明）、NNTPという複数のプロトコルを使っており、URLでローカルファイルも扱える。

## 名称
バーナーズ＝リーは当初 The Mine of Information や The Information Mesh という名称を提案していたが、最終的に WorldWideWeb が選ばれている。